# Montañas de Kirthar
Las montañas de Kirthar (en idioma sindhi: کير ٿر جبل) son una cordillera de Pakistán, situada en las provincias de Baluchistán y Sind. La cordillera se extiende hacia el sur durante unos 300 km desde el río Mula, en el Baluchistán este-central, hasta el cabo Muari (Monze), al oeste de Karachi, en el mar Arábigo. 
El parque nacional de Kirthar es una de las reservas de fauna y flora más grandes de Sind (Pakistán). La cordillera de Kirthar forma la frontera entre la llanura inferior del Indo (este) y el Baluchistán del sur (oeste). Consiste en una serie de cadenas de colinas de roca paralelas que ascienden desde los 1.200 m en el sur hasta los casi 2.500 m en el norte. 
La máxima elevación en el segmento del Sind de las montañas de Kirthar fue informada en abril de 2009 como 2.150 metros sobre el nivel del mar, lo que la haría el pico más alto del Sind, situado a unos pocos kilómetros al noroeste de la próxima estación de la colina de Gorakh que está a 1.730 metros. 
El siguiente pico más alto del Sind es un pico de 2097 metros de altitud, conocido localmente como Kutte-ji-Kabar (Tumba de perro). Hay también varios otros picos en el segmento del Sind de las montañas de Kirthar que superan los 1.600 metros; todos éstos reciben nevadas esporádicas durante las lluvias de invierno. 
Kirthar tiene una estructura montañosa simple del tipo anticlinal regular, con los arcos más pronunciados hacia el norte y el oeste y suavemente bajando hacia el sur y el valle del Indo. 
Los habitantes de la cordillera de Kirthar son principalmente de las etnias brahui, sindi y baluchi, en ambas laderas de las montañas de Kirthar. Subsisten pastando rebaños.